# Extracția lenticulei cu incizie mică
Extracția lenticulei cu incizie mică (în engleză Small incision lenticule extraction – SMILE), numită inițial extracția lenticulei în femtosecundă (în engleză Femtosecond lenticule extraction – FLEx), este o formă de chirurgie oculară refractivă pe bază de laser dezvoltată de Carl Zeiss Meditec folosită pentru corectarea miopiei și astigmatismului. Deși similară chirurgiei cu laser LASIK, procedura intrastromală este nouă prin faptul că folosește un singur laser femtosecund cu referință la suprafața corneei pentru a scinda o lenticulă subțire din stroma corneei pentru extracția manuală. A fost descrisă ca o procedură nedureroasă. Candidaților care se califică pentru acest tratament li se verifică grosimea stromei corneene pentru a se asigura că grosimea postoperatorie nu va fi prea mică.
Primele operații au fost efectuate începând cu anul 2005 pe animale, de către M. Blum și W. Sekundo.

## Istoria chirugiei refractive
Chirurgia refractivă modernă a apărut în 1949 când Jose Ignacio Barraquer a propus modificarea chirurgicală a stării de refracție a ochiului prin schimbarea razei de curbură a suprafeței corneene anterioare. 
Stephen Trokel și Rangaswamy Srinivasan în 1983 au sugerat prima aplicare corneeană a laserului excimer și în 1988 primele aplicații chirurgicale sub formă de keratectomie fotorefractivă a fost efectuată de McDonald și Kaufman. 